# Danilo Sena
Danilo Sena (* 1919 im Departamento San José; † 1997 (vor dem 10. Juni)) war ein uruguayischer Politiker.
Brigadegeneral Danilo Sena war Pilot bei den uruguayischen Luftstreitkräften (Fuerza Aérea). Sena, der der Partido Colorado angehörte, übte vom 3. Juni 1971 bis zum 1. März 1972 unter Präsident Jorge Pacheco Areco als Nachfolger von Santiago de Brum Carbajal das Amt des Innenministers von Uruguay aus.
Am 17. Oktober 1971 trug Sena mit dem ehemaligen Industrieminister Enrique Erro aufgrund einer Meinungsverschiedenheit ein Pistolenduell rund zehn Meilen nordwestlich von Montevideo hinter der dort befindlichen Militärschule aus, nachdem Sena von seinem Kontrahenten öffentlich als Feigling bezeichnet worden war. Dabei gab jeder Duellant zwei Schüsse ab, die aber jeweils ihr Ziel verfehlten.